# Atherinops affinis
El pejerrey pescadillo (Atherinops affinis), en algunos sitios llamado pejerrey mocho, es una especie de pez actinopterigio marino, la única del género mototípico Atherinops. Es pescado con cierta importancia comercial.

## Morfología
Se ha descrito una longitud máxima de 37 cm, aunque parece ser que la longitud máxima más común es de unos 28 cm, con una edad máxima de 9 años. El cuerpo tiene de 6 a 10 espinas en la aleta dorsal y una espina en la aleta anal, siendo de color gris azul a verde en la parte del dorso y plateado en la zona ventral, con una característica banda de plata ancha bordeada de azul que se extiende por todo el cuerpo.

## Distribución y hábitat
Es un pez marino y de agua salobre, de hábitos neríticos-pelágicos, que prefiere una profundidad de menos de 26 metros. Se distribuye por la costa este del océano Pacífico, desde la isla de Vancouver (Canadá) al norte hasta Baja California y el golfo de California (México) al sur.
Es común en bahías, zonas fangosas, rocosas y entre algas marinas, también en estuarios de río. Forma cardumen y los adultos se alimentan de zooplancton, mientras que los juveniles se alimentan de algas y larvas de insectos de las algas. La reproducción es ovípara, con larvas planctónicas, principalmente neustónicas, uniéndose los huevos al sustrato y entre sí mediante filamentos adhesivos.